# Takeru Otsuka
Takeru Otsuka (jap. 大塚 たける Ōtsuka Takeru; ur. 2 kwietnia 2001 r. w Atsugi) – japoński snowboardzista, specjalizujący się w konkurencjach slopestyle oraz big air, dwukrotny mistrz świata juniorów.

## Kariera
Występy na zawodach międzynarodowych rozpoczął w konkursach FIS organizowanych w Japonii w 2015 roku. Na zawodach poza krajem pochodzenia zadebiutował w styczniu 2017 roku, w konkursach z cyklu Pucharu Europy we francuskim Vars. Dwa miesiące później zadebiutował w zawodach z cyklu Pucharu Świata w czeskim Szpindlerowym Młynie, w których zajął 58. lokatę.
Sukcesy zaczął osiągać w 2018 roku. W sierpniu 2018 roku, podczas mistrzostw świata juniorów w Cardronie zdobył dwa złote medale wygrywając zarówno konkurs big air jak i slopestyle. Tydzień później, w zawodach Pucharu Świata rozgrywanych również w Cardronie, po raz pierwszy stanął na podium, zajmując 2. miejsce w konkursie big air, ulegając jedynie Amerykaninowi Chrisowi Corningowi. Na kolejnych zawodach pucharowych, rozgrywanych w listopadzie 2018 roku we włoskiej Modenie, wygrał konkurs big air, plasując się bezpośrednio przed Corningiem. W styczniu 2019 roku, podczas Winter X Games 23 rozgrywanych w amerykańskim Aspen wygrał konkurs big air. W lutym 2019 roku zadebiutował w mistrzostwach świata w Park City, podczas których zajął 5. lokatę w slopestylu. W sezonie 2018/2019 zdobył małą kryształową kulę za zwycięstwo w klasyfikacji big air, natomiast w klasyfikacji generalnej AFU był drugi. Do tej pory nie startował w igrzyskach olimpijskich.

## Osiągnięcia

### Mistrzostwa świata
| Miejsce | Dzień    | Rok  | Miejscowość | Konkurencja | Zwycięzca        |
| ------- | -------- | ---- | ----------- | ----------- | ---------------- |
| 5.      | 9 lutego | 2019 | Park City   | Slopestyle  | Chris Corning    |
| 41.     | 12 marca | 2021 | Aspen       | Slopestyle  | Marcus Kleveland |
| 44.     | 16 marca | 2021 | Aspen       | Big air     | Mark McMorris    |

### Puchar Świata

#### Miejsca w klasyfikacji generalnej AFU
- sezon 2016/2017: 189.
- sezon 2018/2019: 2.
- sezon 2019/2020: –
- sezon 2020/2021: 14.

#### Miejsca na podium w zawodach
1. Cardrona – 8 września 2018 (big air) - 2. miejsce
2. Modena – 3 listopada 2018 (big air) - 1. miejsce
3. Pekin – 24 listopada 2018 (big air) - 2. miejsce
4. Secret Garden – 21 grudnia 2018 (slopestyle) - 1. miejsce